# Screen Actors Guild Awards 2015
La 21ª cerimonia dei Screen Actors Guild Awards ha avuto luogo il 25 gennaio 2015.
Le nomination sono state annunciate da Eva Longoria e Ansel Elgort il 10 dicembre 2014.

## Cinema

### Migliore attore protagonista
- Eddie Redmayne – La teoria del tutto (The Theory of Everything)
- Steve Carell – Foxcatcher - Una storia americana (Foxcatcher)
- Benedict Cumberbatch – The Imitation Game
- Jake Gyllenhaal - Lo sciacallo - Nightcrawler (Nightcrawler)
- Michael Keaton – Birdman

### Migliore attrice protagonista
- Julianne Moore – Still Alice
- Jennifer Aniston – Cake
- Felicity Jones – La teoria del tutto (The Theory of Everything)
- Rosamund Pike – L'amore bugiardo - Gone Girl (Gone Girl)
- Reese Witherspoon – Wild

### Migliore attore non protagonista
- J. K. Simmons – Whiplash
- Robert Duvall – The Judge
- Ethan Hawke – Boyhood
- Edward Norton – Birdman
- Mark Ruffalo – Foxcatcher - Una storia americana (Foxcatcher)

### Migliore attrice non protagonista
- Patricia Arquette – Boyhood
- Keira Knightley – The Imitation Game
- Emma Stone – Birdman
- Meryl Streep – Into the Woods
- Naomi Watts - St. Vincent

### Miglior cast
- Birdman
Zach Galifianakis, Michael Keaton, Edward Norton, Andrea Riseborough, Amy Ryan, Emma Stone e Naomi Watts
- Boyhood
Patricia Arquette, Ellar Coltrane, Ethan Hawke e Lorelei Linklater
- Grand Budapest Hotel (The Grand Budapest Hotel)
F. Murray Abraham, Mathieu Amalric, Adrien Brody, Willem Dafoe, Ralph Fiennes, Jeff Goldblum, Harvey Keitel, Jude Law, Bill Murray, Edward Norton, Tony Revolori, Saoirse Ronan, Jason Schwartzman, Léa Seydoux, Tilda Swinton, Tom Wilkinson e Owen Wilson
- The Imitation Game
Matthew Beard, Benedict Cumberbatch, Charles Dance, Matthew Goode, Rory Kinnear, Keira Knightley, Allen Leech e Mark Strong
- La teoria del tutto (The Theory of Everything)
Charlie Cox, Felicity Jones, Simon McBurney, Eddie Redmayne, David Thewlis e Emily Watson

### Migliori controfigure
- Unbroken
- Fury
- Get on Up - La storia di James Brown (Get On Up)
- Lo Hobbit - La battaglia delle cinque armate (The Hobbit: The Battle of the Five Armies)
- X-Men - Giorni di un futuro passato (X-Men: Days of Future Past)

## Televisione

### Miglior attore in un film televisivo o mini-serie
- Mark Ruffalo – The Normal Heart
- Adrien Brody – Houdini
- Benedict Cumberbatch – Sherlock: L'ultimo giuramento
- Richard Jenkins – Olive Kitteridge
- Billy Bob Thornton – Fargo

### Miglior attrice in un film televisivo o mini-serie
- Frances McDormand – Olive Kitteridge
- Ellen Burstyn – Flowers in the Attic
- Maggie Gyllenhaal – The Honourable Woman
- Julia Roberts – The Normal Heart
- Cicely Tyson – The Trip to Bountiful

### Miglior attore in una serie drammatica
- Kevin Spacey – House of Cards - Gli intrighi del potere (House of Cards)
- Steve Buscemi – Boardwalk Empire - L'impero del crimine (Boardwalk Empire)
- Peter Dinklage – Il Trono di Spade (Game of Thrones)
- Woody Harrelson – True Detective
- Matthew McConaughey – True Detective

### Miglior attrice in una serie drammatica
- Viola Davis – Le regole del delitto perfetto (How to Get Away with Murder)
- Claire Danes – Homeland - Caccia alla spia (Homeland)
- Julianna Margulies – The Good Wife
- Tatiana Maslany – Orphan Black
- Maggie Smith – Downton Abbey
- Robin Wright – House of Cards - Gli intrighi del potere (House of Cards)

### Miglior attore in una serie commedia
- William H. Macy – Shameless
- Ty Burrell – Modern Family
- Louis C.K. – Louie
- Jim Parsons – The Big Bang Theory
- Eric Stonestreet – Modern Family

### Miglior attrice in una serie commedia
- Uzo Aduba – Orange Is the New Black
- Julie Bowen – Modern Family
- Edie Falco – Nurse Jackie - Terapia d'urto (Nurse Jackie)
- Julia Louis-Dreyfus – Veep - Vicepresidente incompetente (Veep)
- Amy Poehler – Parks and Recreation

### Miglior cast in una serie drammatica
- Downton Abbey
Hugh Bonneville, Laura Carmichael, Jim Carter, Brendan Coyle, Michelle Dockery, Kevin Doyle, Joanne Froggatt, Lily James, Rob James-Collier, Allen Leech, Phyllis Logan, Elizabeth McGovern, Sophie McShera, Matt Milne, Lesley Nicol, David Robb, Maggie Smith, Ed Speleers, Cara Theobold e Penelope Wilton
- Boardwalk Empire - L'impero del crimine (Boardwalk Empire)
Steve Buscemi, Paul Calderón, Nicholas Calhoun, Louis Cancelmi, John Ellison Conlee, Michael Countryman, Stephen Graham, Domenick Lombardozzi, Nolan Lyons, Kelly Macdonald, Boris McGiver, Vincent Piazza, Paul Sparks, Travis Tope, Shea Whigham, Anatol Yusef e Michael Zegen
- Il Trono di Spade (Game of Thrones)
Josef Altin, Jacob Anderson, John Bradley, Dominic Carter, Gwendoline Christie, Emilia Clarke, Nikolaj Coster-Waldau, Ben Crompton, Charles Dance, Peter Dinklage, Natalie Dormer, Nathalie Emmanuel, Iain Glen, Julian Glover, Kit Harington, Lena Headey, Conleth Hill, Rory McCann, Ian McElhinney, Pedro Pascal, Daniel Portman, Mark Stanley, Sophie Turner e Maisie Williams
- Homeland - Caccia alla spia (Homeland)
Numan Acar, Nazanin Boniadi, Claire Danes, Rupert Friend, Raza Jaffrey, Nimrat Kaur, Tracy Letts, Mark Moses, Michael O'Keefe, Mandy Patinkin, Laila Robins e Maury Sterling
- House of Cards - Gli intrighi del potere (House of Cards)
Mahershala Ali, Jayne Atkinson, Rachel Brosnahan, Derek Cecil, Nathan Darrow, Michel Gill, Joanna Going, Sakina Jaffrey, Michael Kelly, Mozhan Marnò, Gerald McRaney, Molly Parker, Jimmi Simpson, Kevin Spacey e Robin Wright

### Miglior cast in una serie commedia
- Orange Is the New Black
Uzo Aduba, Jason Biggs, Danielle Brooks, Laverne Cox, Jackie Cruz, Catherine Curtin, Lea Delaria, Beth Fowler, Yvette Freeman, Germar Terrell Gardner, Kimiko Glenn, Annie Golden, Diane Guerrero, Michael J. Harney, Vicky Jeudy, Julie Lake, Lauren Lapkus, Selenis Leyva, Natasha Lyonne, Taryn Manning, Joel Marsh Garland, Matt McGorry, Adrienne C. Moore, Kate Mulgrew, Emma Myles, Jessica Pimentel, Dascha Polanco, Alysia Reiner, Judith Roberts, Elizabeth Rodriguez, Barbara Rosenblat, Nick Sandow, Abigail Savage, Taylor Schilling, Constance Shulman, Dale Soules, Yael Stone, Lorraine Toussaint, Lin Tucci e Samira Wiley
- The Big Bang Theory
Mayim Bialik, Kaley Cuoco, Johnny Galecki, Simon Helberg, Kunal Nayyar, Jim Parsons e Melissa Rauch
- Brooklyn Nine-Nine
Stephanie Beatriz, Andre Braugher, Terry Crews, Melissa Fumero, Joe Lo Truglio, Chelsea Peretti e Andy Samberg
- Modern Family
Aubrey Anderson-Emmons, Julie Bowen, Ty Burrell, Jesse Tyler Ferguson, Nolan Gould, Sarah Hyland, Ed O'Neill, Rico Rodriguez, Eric Stonestreet, Sofía Vergara e Ariel Winter
- Veep - Vicepresidente incompetente (Veep)
Sufe Bradshaw, Anna Chlumsky, Gary Cole, Kevin Dunn, Tony Hale, Julia Louis-Dreyfus, Reid Scott, Timothy Simons e Matt Walsh

### Migliori controfigure
- Il Trono di Spade (Game of Thrones)
- 24: Live Another Day
- Boardwalk Empire - L'impero del crimine (Boardwalk Empire)
- Homeland - Caccia alla spia (Homeland)
- Sons of Anarchy
- The Walking Dead

## Premi speciali

### Screen Actors Guild alla carriera
- Debbie Reynolds